# Hernals
Hernals ([hɛʁˈnals]ⓘ) – siedemnasta dzielnica Wiednia, znajdująca się w jego północno-zachodniej części. Powstała w 1892 z połączenia niezależnych gmin Hernals, Dornbach i Neuwaldegg.